# Hydraena graphica
Hydraena graphica är en skalbaggsart som beskrevs av Armand D'Orchymont 1931. Hydraena graphica ingår i släktet Hydraena och familjen vattenbrynsbaggar. Inga underarter finns listade i Catalogue of Life.